# Hermann Passow (Chemiker)

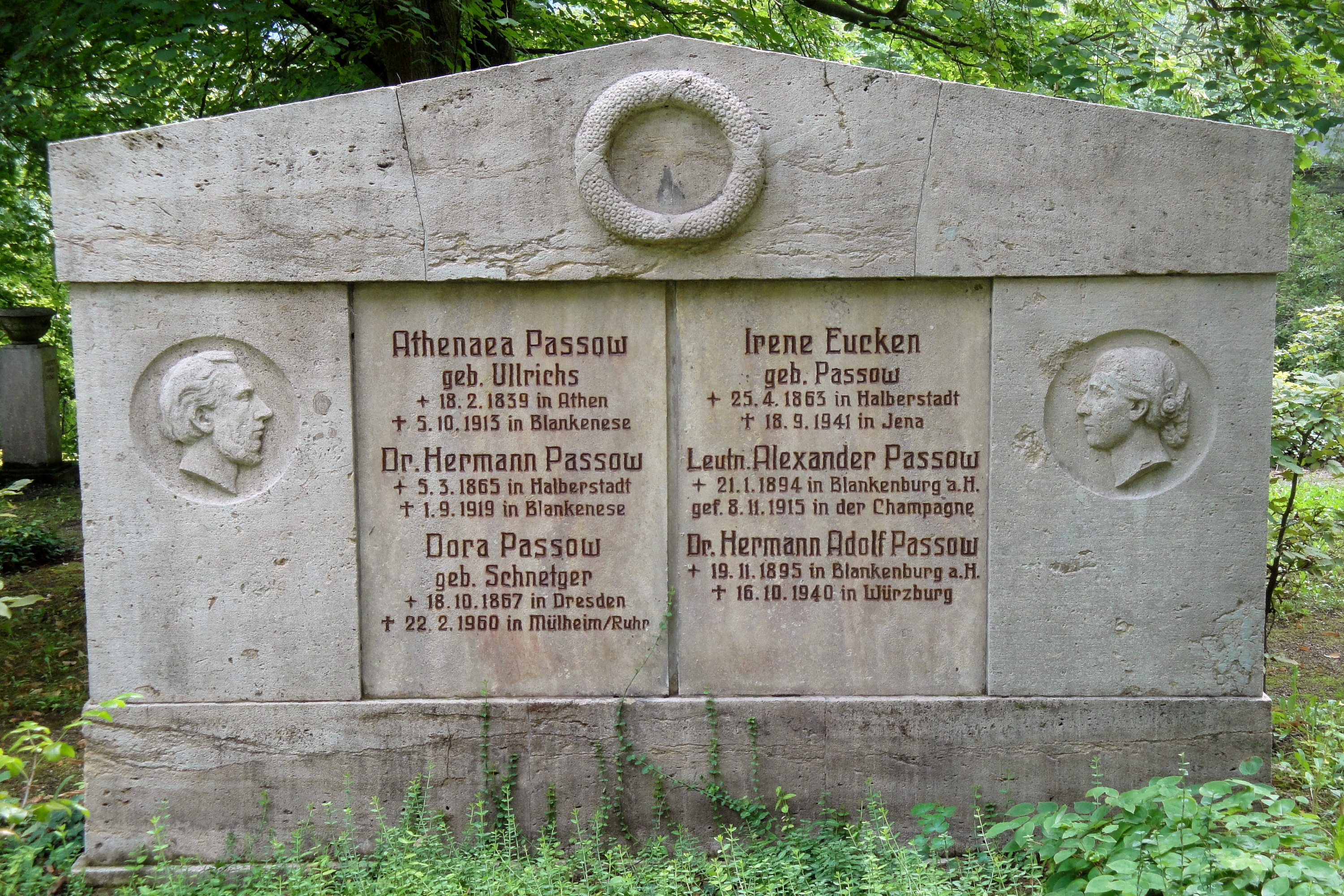
Grab von Hermann Passow auf dem Nordfriedhof in Jena

Heinrich Hermann Passow (* 5. März 1865 in Halberstadt; † 1. September 1919 in Blankenese) war ein deutscher Chemiker und Unternehmer.

## Leben
Seine Eltern waren der Professor Thomas Gottfried Arnold Passow und Tibeta Athenäa, geb. Ulrichs (1839–1913). Sein Bruder war der spätere Otologe Karl Adolf Passow.
Nachdem er seine Kindheit in Bremen und Jena verlebt hatte, studierte er Chemie und Naturwissenschaften in Würzburg und Jena und wurde 1889 mit einer Arbeit Ueber die Einwirkung von Paratoluidin auf Acetessigester promoviert.
1886 wurde er beim Corps Guestphalia Würzburg aktiv, 1887 bei Saxonia Jena.
Nach einer kurzzeitigen Beschäftigung an der landwirtschaftlichen Versuchsanstalt wechselte er in die Zementindustrie. 1899 wurde er Teilhaber eines Erdfarbenwerks in Blankenburg im Harz und gründete gleichzeitig eine technische Versuchsanstalt für die Zementindustrie.
Bald darauf übernahm er die Leitung der Zementfabrik Westerwald in Haiger. Nach Erfindungen zur Herstellung von Zement aus Hochofenschlacke gründete er dort 1901 auch die Zementfabrik Hana, deren Aufsichtsrat er zeitlebens angehörte.
Seine Erfindungen übertrug er zur weiteren Auswertung der Brennofenbauanstalt in Hamburg, wo er die Leitung des neuen Labors übernahm. Dieses Labor verlegte er nach Blankenese.
Es gelang ihm auch die Herstellung von Zement durch Luftgranulation.
1913 gründete er mit Anton Schruff den Verein Deutscher Hochofenzementwerke.

## Schriften
- Ueber die Einwirkung von Paratoluidin auf Acetessigester. 1891 (Dissertation, Universität Jena).
- Die Hochofenschlacke in der Zementindustrie. 1908.
- Eisenportlandzement im Vergleich zu Portlandzement. 1910.
- Hochofenzement und Portlandzement in Meerwasser und salzhaltigen Wässern. 1916.
- Ueber den freien Kalk im abgebundenen Zement und seine Bedeutung für die Erhärtung und Salzwasserbeständigkeit. 1923.
- Vergleichende Biege- und Druckfestigkeitsprüfungen an Balken, Prismen und Würfeln aus Mörtel und Beton. 1938.